# Атомната Бети
„Атомната Бети“ (на английски: Atomic Betty) е канадско-френски анимационен сериал.
Създаден е на Adobe Flash през 2004 г. Излъчва се в 2 сезона до 2005 г. Третият сезон е в продукция и ще започне излъчване на 2008 г.

## „Атомната Бети“ в България
В България сериалът започна излъчване по PRO.BG на 7 юни 2009 г., дублиран на български, всяка събота и неделя от 07:00 по два епизода, а от 15 юни от 08:00. На 3 октомври започна повторно излъчване, всяка събота и неделя от 07:00. Дублажът е на студио Имидж Продакшън. Ролите се озвучават от артистите Петя Миладинова, Яна Атанасова, Тодор Георгиев и Станислав Пищалов.